# Ulrich Müller (Chemiker)
Ulrich Müller (* 6. Juli 1940 in Bogotá in Kolumbien) ist ein deutscher Chemiker, der durch seine Arbeiten zur Festkörperchemie, Anorganischen Chemie und Komplexchemie Bekanntheit erlangte. Außerdem ist er Autor einiger Lehrbücher.

## Leben
Müller studierte von 1959 bis 1963 Chemie an der Technischen Hochschule Stuttgart (heute Universität Stuttgart). Seine Dissertation fertigte er sowohl an der Purdue University, West Lafayette, Indiana, USA, als auch an der Technischen Hochschule Stuttgart an. Die Promotion erfolgte dann 1966 in Stuttgart bei Kurt Dehnicke in Anorganischer Chemie. Es folgten Stationen als wissenschaftlicher Assistent am Institut für Anorganische Chemie der Universität (TH) Karlsruhe bei Hartmut Bärnighausen von 1967 bis 1970 und am Institut für Anorganische Chemie der Philipps-Universität Marburg. 1972 habilitierte er sich für das Fach anorganische Chemie in Marburg und er war anschließend 1972 bis 1975 Professor für Anorganische Chemie an der Universität Marburg. Danach nahm er 1975 bis 1977 eine Gastprofessor an der Universität von Costa Rica wahr. Daraufhin folgten weitere Professuren für Anorganische Chemie an der Universität Marburg (1977 bis 1992), an der Universität-Gesamthochschule Kassel (1992 bis 1999) und an der Universität Marburg (2000 bis 2005) bis zu seiner Pensionierung im Jahre 2005.
Von ihm stammen einige Lehrbücher über Chemie, darunter die deutsche Ausgabe der Einführung in die Chemie von Charles E. Mortimer (die auch lange nach der letzten englischen Ausgabe in deutscher Auflage fortgeführt wurde).

## Forschungsgebiete
- Anwendung der kristallographischen Gruppentheorie in der Kristallchemie zur Erfassung von Strukturverwandtschaften bei kristallinen Festkörpern und zur Vorhersage möglicher Strukturtypen für anorganische Verbindungen.

- Synthese von Thio-, Polysulfido- und Polyselenido-Komplexen und verwandter Verbindungen von Haupt- und Nebengruppen, sowohl in Lösung wie durch festkörperchemische Methoden

- Strukturanalyse von kristallinen Festkörpern mittels Röntgenbeugung. Dazu gehört auch die Strukturaufklärung von eindimensional fehlgeordneten Kristallen durch Auswertung der diffusen Röntgenstreuung, einschließlich der Entwicklung der zugehörigen Auswerteverfahren.

## Schriften
- mit Johann Weidlein und Kurt Dehnicke: Schwingungsspektroskopie. Eine Einführung, Thieme Verlag, 2. Auflage 1988
- mit Charles E. Mortimer: Chemie – Das Basiswissen der Chemie, Thieme Verlag, 13. Auflage 2019[2]
- Anorganische Strukturchemie, Vieweg/Teubner, 6. Auflage 2008
- Inorganic Structural Chemistry, 2. Auflage, Wiley 2007
- Symmetry Relationships between Crystal Structures: Applications of Crystallographic Group Theory in Crystal Chemistry, Oxford University Press 2013
- Symmetriebeziehungen zwischen verwandten Kristallstrukturen. Anwendungen der Gruppentheorie in der Kristallchemie, unter Verwendung von Textvorlagen von Hans Wondratschek und Hartmut Bärnighausen, Vieweg/Teubner 2012